# Simesia concolor
Simesia concolor är en fjärilsart som beskrevs av Antonius Johannes Theodorus Janse 1920. Simesia concolor ingår i släktet Simesia och familjen tandspinnare. Inga underarter finns listade i Catalogue of Life.